# 張承奉
張承奉（?—?），唐朝末年至五代初期的归义军节度使，张议潮的孙子、張淮鼎的儿子。
景福元年（892年），张淮鼎死，唐廷册封索勋为归义军节度使。这引起了张议潮第十四女、李明振之妻张氏（索勋的小姨子）的不满，于乾宁元年（公元894年），派四个儿子杀死索勋，拥立张承奉为归义军节度使。後來张承奉被李氏家族架空，遂發動政變，使李氏失勢。不久後得到了唐朝（光化三年八月十四，900年9月10日）和后梁的承认。909年，张承奉自称“西汉白衣天子”，國號為“西漢金山國”。911年，被甘州回鶻打敗，幾乎亡國，被迫向甘州回鹘称臣，改稱“天王”，國號改為“西漢敦煌國”，降表寫道：天子是子，可汗是父。张承奉從此喪失斗志，朝中之事皆交給大臣處理，此後再無記載。